# ۳۸۲ (میلادی)
۳۸۲ (میلادی) سیصد و هشتاد و دومین سال تقویم میلادی است.

## درگذشتگان
‎